# 50th Anniversary Collection (Jethro Tull)
50th Anniversary Collection è una raccolta del gruppo musicale britannico Jethro Tull, pubblicata il 1º giugno 2018.

## Descrizione
La raccolta è stata pubblicata in occasione del 50º anniversario del gruppo e contiene 15 brani selezionati personalmente da Ian Anderson.

## Tracce

### CD
1. Love Story
2. Living in the Past
3. Life is a Long Song
4. Sweet Dream
5. The Witch's Promise
6. Aqualung
7. Dun Ringill
8. Cross-Eyed Mary
9. Bourée
10. Bungle in the Jungle
11. Steel Monkey
12. Too Old to Rock 'N' Roll
13. Ring Out Solstice Bells
14. Farm on the Freeway
15. Locomotive Breath

### Vinile
Lato A
1. The Witch's Promise
2. Sweet Dream
3. Life is A Long Song
4. Living in The Past
5. Cross-Eyed Mary

Lato B
1. Aqualung
2. Bourée
3. Bungle in The Jungle
4. The Whistler
5. Locomotive Breath